# 忠実加群
環 A 上の（左または右）加群 M は、その零化イデアル AnnA (M) が {0} であるときに、忠実（英: faithful）であるという。言い換えると、各 {\displaystyle \alpha \in A\setminus \{0\}} の作用が自明でない（ある x ∈ M に対して α・x ≠ 0）ということである。別の言い方をすれば、対応する表現 {\displaystyle \psi \colon A\to \operatorname {End} (M)} が単射である。
任意の加群に対して、次のようにして忠実加群を対応させることができる。環準同型 {\displaystyle \psi \colon A\to \operatorname {End} (M)} は、単射準同型 {\displaystyle {\tilde {\psi }}\colon A/\ker \psi \to \operatorname {End} (M)} によって分解する。ker ψ は AnnA (M) に他ならないので、{\displaystyle {\tilde {\psi }}} によって M に A / AnnA (M)-加群としての構造が入り、このとき {\displaystyle {\tilde {\psi }}} は単射なので M は忠実である。

## 性質
A-加群 M の任意の元 x に対して Mx = M とおくと、写像
{\displaystyle \phi \colon A\to \prod _{x\in M}M_{x},\quad a\mapsto (ax)_{x\in M}}
は A-準同型である。このとき ker φ = AnnA (M) なので、準同型定理より
{\displaystyle A/\operatorname {Ann} _{A}(M)\cong \phi (A)\subseteq \prod _{x\in M}M_{x}}
を得る。したがって M が忠実加群であれば、A は（自然にA-加群と見て）{\displaystyle \prod _{x\in M}M_{x}} の部分加群に同型である。